# Anne Audain
Anne Audain (née Garrett le 1er novembre 1955 à Auckland) est une athlète néo-zélandaise, spécialiste des courses de fond et ancienne détentrice du record du monde du 5 000 mètres.

## Biographie
Le 17 mars 1982, à Auckland, Anne Audain établit un nouveau record du monde du 5 000 m en parcourant la distance en 15 min 13 s 22.
Elle se distingue lors des Jeux du Commonwealth en remportant la médaille d'or du 3 000 m en 1982, et la médaille d'argent du 10 000 m en 1986. Elle se classe onzième du 10 000 m lors des Jeux olympiques d'été de 1988, à Séoul.

### Palmarès
| Date | Compétition          | Lieu      | Résultat | Épreuve  | Performance   |
| ---- | -------------------- | --------- | -------- | -------- | ------------- |
| 1982 | Jeux du Commonwealth | Brisbane  | 1re      | 3 000 m  | 8 min 45 s 53 |
| 1986 | Jeux du Commonwealth | Édimbourg | 2e       | 10 000 m |               |
| 1988 | Jeux olympiques      | Séoul     | 11e      | 10 000 m |               |

### Records
| Épreuve  | Performance    | Lieu      | Date            |
| -------- | -------------- | --------- | --------------- |
| 3 000 m  | 8 min 45 s 53  | Brisbane  | 4 octobre 1982  |
| 5 000 m  | 15 min 13 s 22 | Auckland  | 17 mars 1982    |
| 10 000 m | 31 min 53 s 31 | Édimbourg | 28 juillet 1986 |